# Gleb Ivanovitch Boki
Pour les articles homonymes, voir Boki.
Gleb Ivanovitch Boki (en russe : Глеб Ива́нович Бо́кий) est un responsable politique soviétique. Né le 21 juin/3 juillet 1879 à Tiflis (aujourd'hui Tbilissi) dans l'Empire russe et mort le 15 novembre 1937 à Moscou (Union soviétique). Il était aussi connu dans le Parti communiste sous les surnoms de « Kouzma », « Tonton », « Maxime Ivanovitch ».

## Formation, activités révolutionnaires
Né d’un père instituteur, Gleb Boki suit les cours de l’Institut sidérurgique de Saint-Pétersbourg. Il y rejoint les rangs du « Groupe de lutte pour l’émancipation de la classe ouvrière ». Il entre au POSDR en 1900 et devient membre du comité exécutif de la section de Saint-Pétersbourg du parti. C’est dans cette ville qu’il prend part aux événements de la Révolution de 1905. Il est plusieurs fois arrêté au cours des années suivantes.
En mars 1917, Gleb Boki est membre du Comité central (TsIK) du bureau russe du Parti bolchévique. En 1917, il est plusieurs fois délégué aux congrès du Parti. D’avril 1917 à mars 1918, il est secrétaire du comité du Parti de Petrograd. Il y prend une part active à l’insurrection armée d’Octobre 1917 en tant que membre du Comité militaire révolutionnaire.

## Ascension au sein de laNomenklatura
Il cumule dès lors des fonctions militaires et policières. Entre février et mars 1918, il passe au Comité de défense de Petrograd, puis devient président de la Tcheka de la ville. Il dirige à partir de 1919 les services spéciaux durant la guerre civile russe sur le front oriental, puis le front du Turkménistan. Il est par la suite membre de la commission du Comité exécutif Central Panrusse (VTsIK) au Turkménistan et du Conseil des Commissaires du Peuple (Conseil des Ministres) de la RSFSR. Il entre à la VeTcheKa en 1921, et fait par la suite partie du collège de direction du l’OGPU, puis du NKVD. Il travaille jusqu’à son arrestation au moment des Grandes Purges au plus haut niveau des services du commissariat du peuple aux Affaires intérieures (ministère de l'Intérieur). Boki est l’un des principaux organisateurs du Goulag.
Parallèlement à cette carrière, il poursuit son ascension au sein de l’appareil du Parti. Délégué au 7e Congrès du Parti en 1918, il rejoint le groupe des « communistes de gauche ». Il est successivement délégué aux 15e, 16e et 17e Congrès du Parti. Sa candidature au Comité central est acceptée. Il fait partie du VTsIK de la RSFSR de sa 2e à sa 12e convocation et du TsIK de l’URSS à ses 1re et 2e réunions. Il est décoré de l'Ordre du Drapeau rouge.

## Arrestation, exécution
Il est arrêté le 16 mai 1937 sous l’inculpation de « trahison et activités contre-révolutionnaires ». Son arrestation s’inscrit dans l’opération de « nettoyage » par Nikolaï Iejov des plus proches collaborateurs de Genrikh Iagoda. Une troïka spéciale du NKVD le condamne à mort le 15 novembre 1937. Il est probablement fusillé. Il est réhabilité en 1956.

## Anecdotes
Selon l’écrivain A. A. Bouchkov, dans son livre NKVD, La guerre contre les forces occultes (НКВД. Война с неведомым), Boki a commandité pendant ses dernières années de travail au NKVD des recherches sur un grand nombre de phénomènes paranormaux. Bien que des preuves concrètes étayant ces assertions fassent défaut, certains considèrent qu’elles sont implicitement confirmées par le fait que les services de Boki aient joui d’une autonomie et d’une indépendance particulièrement surprenante dans l’URSS des années 1930. Certains hauts dignitaires du Parti ont rapporté l’intérêt qu’aurait manifesté Boki pour les phénomènes paranormaux, les zombies, certains cultes mystiques orientaux. Il aurait fait organiser dans les mois précédents sa disparition (comme l’Ahnenerbe à peu près au même moment) des expéditions dans le but de localiser les entrées d’Agartha.

## Sources
Cet article est la traduction modifiée de l'article du Wikipédia en russe sur Gleb Boki, lui-même un copié-collé de l'article correspondant de la Grande Encyclopédie soviétique. Le paragraphe Trivia ne figure pas dans cette dernière encyclopédie. Il s'agit d'une adaptation du paragraphe équivalent du Wikipédia en russe, vérifié et complété de quelques informations glanées sur Internet.[Où ?]